# یازی‌تپه (امام‌اغلو)
یازی‌تپه (به ترکی استانبولی: Yazıtepe) یک منطقهٔ مسکونی در ترکیه است که در امام‌اغلو واقع شده‌است.